# Rhamphomyia mariobezzii
Rhamphomyia mariobezzii är en tvåvingeart som beskrevs av Bartak 2001. Rhamphomyia mariobezzii ingår i släktet Rhamphomyia och familjen dansflugor.
Artens utbredningsområde är Kroatien. Inga underarter finns listade i Catalogue of Life.